# Wierzbno (Powiat Węgrowski)
Wierzbno ist ein Dorf sowie Sitz der gleichnamigen Landgemeinde im Powiat Węgrowski der Woiwodschaft Masowien, Polen.

## Gemeinde
Zur Landgemeinde (gmina wiejska) Wierzbno gehören folgende 31 Ortschaften mit einem  Schulzenamt (sołectwo):
Adamów-Natolin
Brzeźnik
Cierpięta
Czerwonka
Czerwonka-Folwark
Filipy
Helenów
Janówek
Jaworek
Józefy
Karczewiec
Kazimierzów
Koszewnica
Krypy
Las Jaworski
Majdan
Nadzieja
Orzechów
Ossówno
Rąbież
Skarżyn
Soboń
Stary Dwór
Strupiechów
Sulki
Świdno
Wąsosze
Wierzbno
Wólka
Wyczółki
Wyględówek
Weitere Orte der Gemeinde sind Emin, Kaczy Dół, Lucynówka, Pawłówka-Gajówka, Przecze, Sitarze und Wyrzyki.